# Hans Liljekvist
Hans Kristian Liljekvist, född den 3 januari 1923 i Helsingborg, död den 13 juni 2014, var en svensk friidrottare i medeldistanslöpning. Han tävlade fram till och med 1945 för IS Göta, Helsingborg, och från 1947 för IK Göta, Stockholm. Han utsågs 1946 till Stor grabb nummer 111 i friidrott.
Liljekvist hade det svenska rekordet på 800 meter åren 1943 till 1953 och vann tre SM-guld i rad på 800 meter åren 1943 till 1945. Han är begravd på Råå kyrkogård i Helsingborg.

## Karriär
Liljekvist vann 1 500 meter i ungdomslandskampen mot Finland 1941 och 1942 kom han trea vid junior-SM på 1 500 meter.
Den 19 augusti 1943 slog Liljekvist Eric Nys svenska rekord på 800 meter från 1934 med ett lopp på 1.49,9. Nio dagar senare, den 28 augusti, förbättrade han det ytterligare till 1.49,0. Han behöll rekordet till 1953 då Tage Ekfeldt sprang på 1.49,2. Detta år vann hann på SM 800 meter med tiden 1.52,6. Samma år (1943) satte han svenskt rekord på 1000 meter med 2.22,6 och 2.21,9 samt dessutom på 880 yards med 1.51,4.
År 1944 vann Liljekvist SM på 800 meter för andra gången, denna gång på 1.51,5 och året därpå vann han sin tredje SM-titel, med tiden 1.51,4. Detta år deltog han i det lag från IS Göta som tangerade det svenska rekordet på stafett över 1000 meter. 1946 diskvalificerades Liljekvist på ett år i samband med den stora amatörräfsten (Gunder Hägg, Arne Andersson och Henry Kälarne blev avstängda på livstid). Åren 1947 och 1948 kom han trea på SM på 800 meter.